# Мармурова печера (Косово)
Мармурова печера (алб. Shpella e Gadimës, також Shpella Mermerit, серб. Мермерна пећина/Mermerna pećina) — печера поблизу села Нижнє Гадиме (серб. Доње Гадимље) в муніципалітеті Липлян Республіки Косово. Лежить на захід від гірського масиву Жеговац, приблизно за 20 кілометрів на південь від Приштини, поруч з дорогою на Скоп'є. Входи в печеру є на обох берегах річки Клісір (алб. Klysyr), за 6—10 метрів вище річкового русла — три на правому березі й один на лівому.
Печера утворена карстовими процесами в мармурі, що зустрічається нечасто. До відкриття вона була майже повністю занесена брудом і мулом. Численні відгалуження печери все ще не розчищені й тому не досліджені. Загальна довжина відомих її коридорів становить близько 1260 метрів, а їх площа — 1350 м². На найнижчому її ярусі є понад 25 постійних озер, глибина яких досягає 10 метрів. У коридорах печери безліч сталактитів і сталагмітів. Тут же зустрічаються великі, до 30 сантиметрів завдовжки, кристали арагоніту, що зростають у всіх напрямках.
Печера відкрита в 1969 році. Місцевий житель на ім'я Ахмет розкрив вхід, коли видобував камінь у дворі свого будинку. Того ж року територія навколо входу площею 56,25 гектара оголосили пам'яткою природи (III категорія по IUCN). До 1976 року печера була обладнана й відкрита для туристів. Головний вхід до неї забрано масивними залізними дверима, доступ з собаками або іншими тваринами в печеру заборонений.

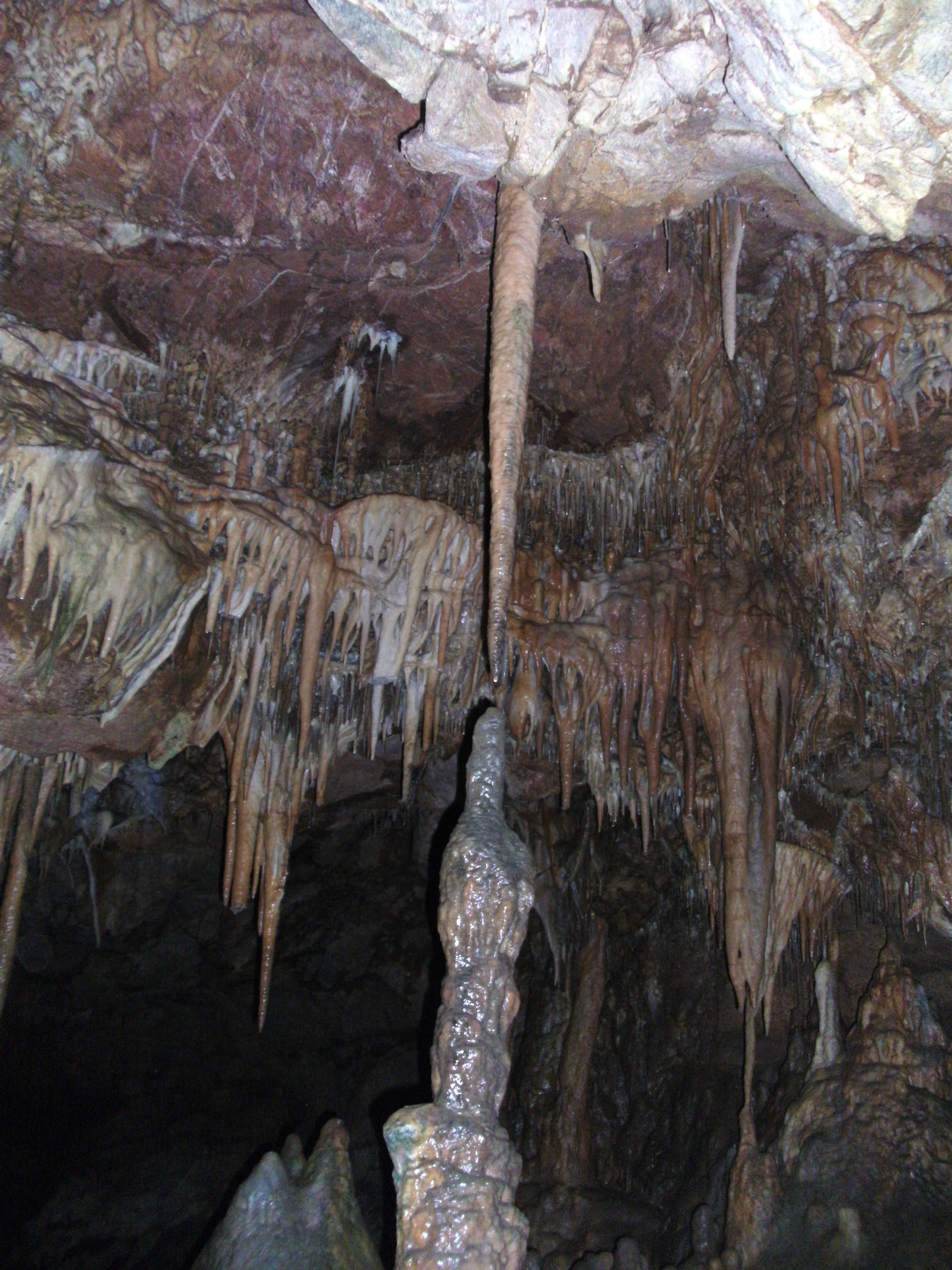
border
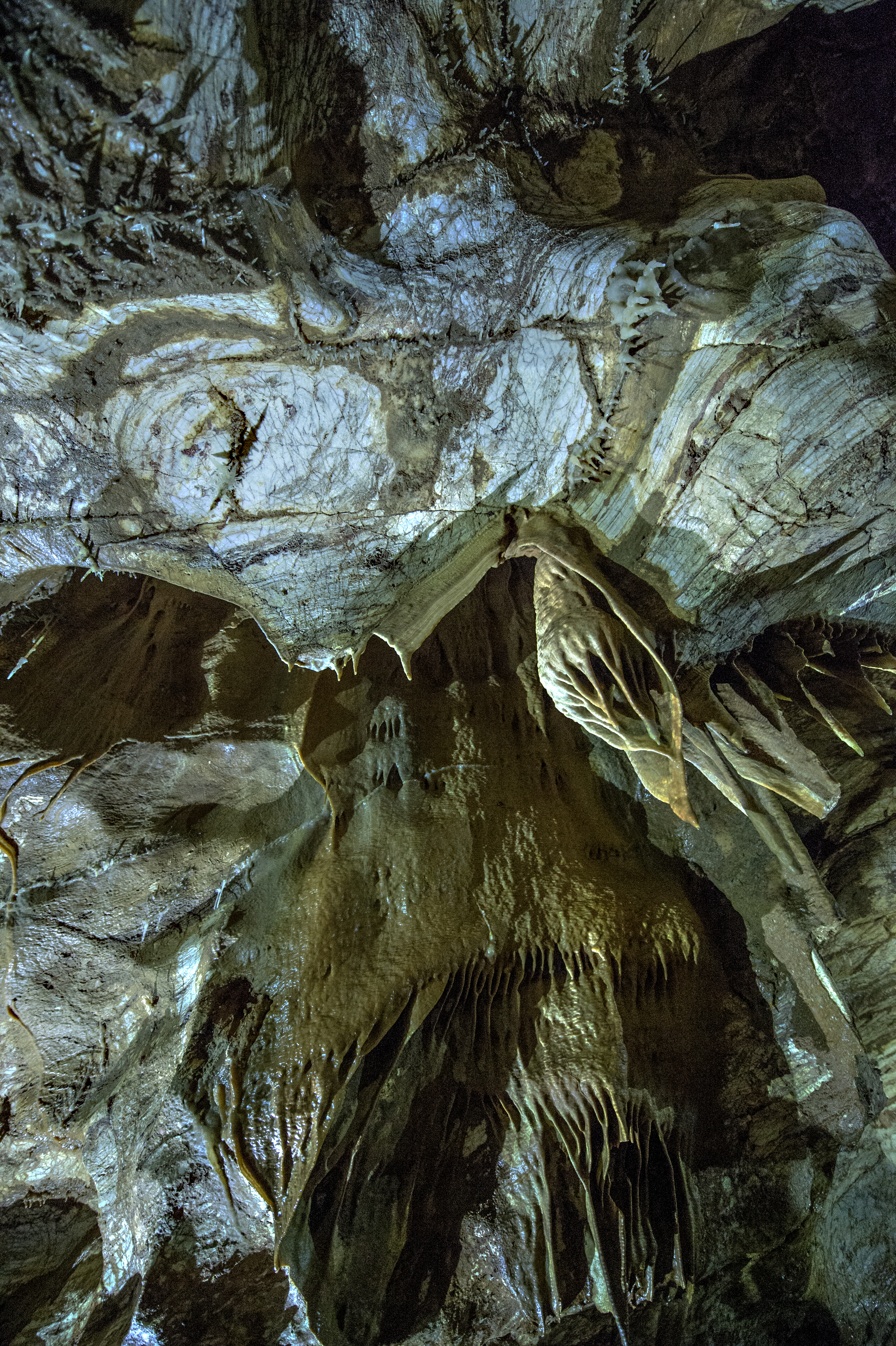
border
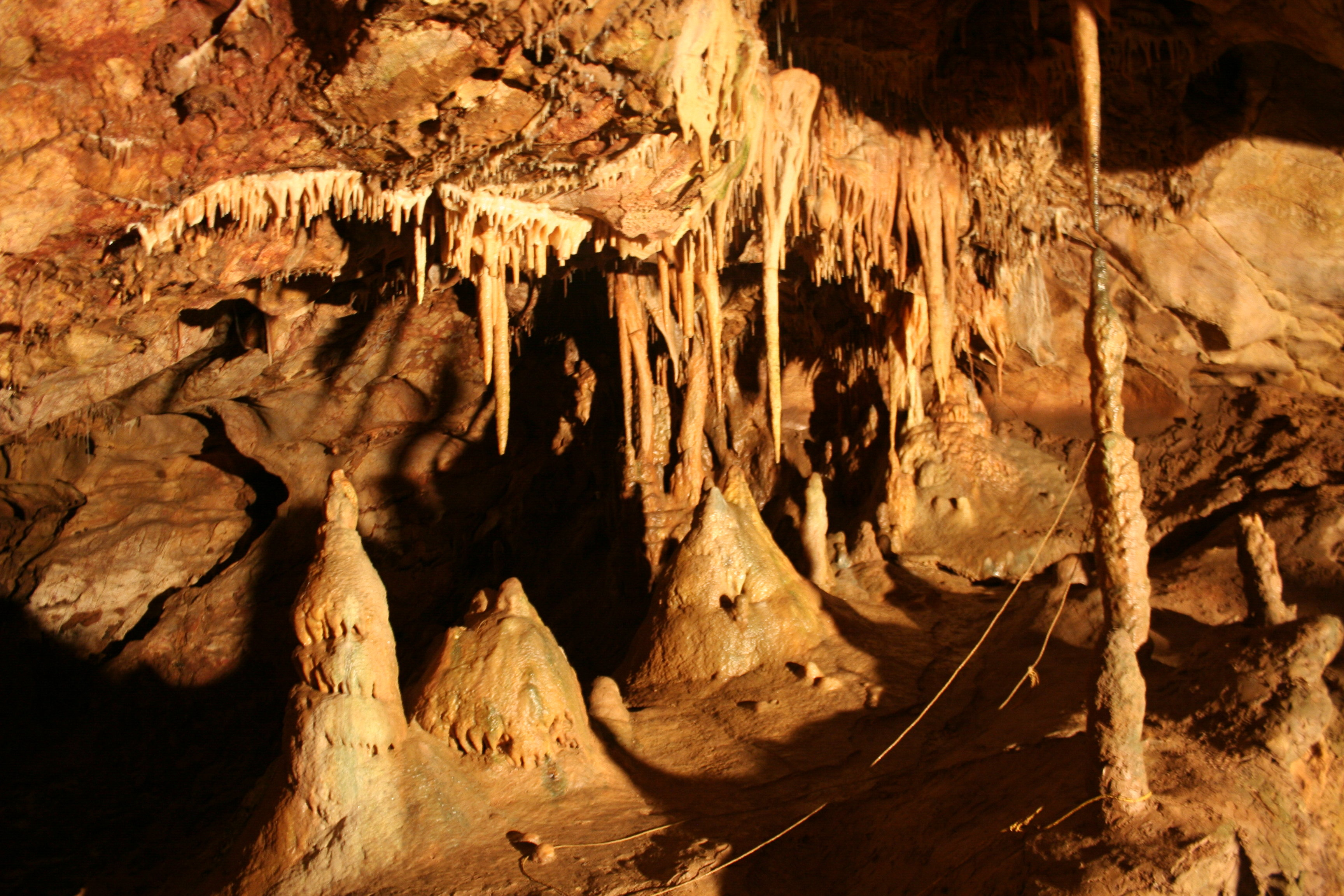
border